# Martin B-10
Martin B-10 — американский трёхместный средний бомбардировщик.
Создан в начале 1930-х годов. Первый полёт совершил в 1932 году. Разработан и производился фирмой Glenn L. Martin Company. Применялся ВВС США во время Второй мировой войны. Всего было построено около 350 самолётов.
Американский скоростной бомбардировщик Martin B-10B показал на испытаниях скорость в 333 км/ч — это означало, что бомбардировщик становился недосягаем для многих современных ему истребителей-бипланов. За удачный проект фирма «Мартин» получила престижную награду «Collier Trophy» за вклад в развитие авиации, а также госзаказ на постройку 48 машин, вслед за которым поступило ещё несколько крупных заказов. К середине 30-х годов бомбардировщики фирмы «Мартин» B-10B и B-12A стали основой бомбардировочной авиации США.
Однако, время шло и технологическая гонка выходила на новые обороты. Истребители становились быстрее, а бомбардировщики мощнее, и B10-B начал устаревать. С 1937 года в войсках началась замена бомбардировщика B-10B на более прогрессивный Douglas B-18 Bolo. Вторую мировую войну бомбардировщик встретил на вооружении нескольких авиаполков США на Филиппинах. Самолёт B-10B участвовал в военных действиях: экспортные борта использовались в Голландской Ост-Индии, Китае, Таиланде как во время локальных конфликтов, так и в боях Второй мировой.
В мире сохранился только один самолёт, он стоит в музее американских ВВС в Дайтоне, в штате Огайо.

## ТТХ
- Силовая установка: два звездообразных поршневых двигателя Райт R-1820-33 Циклон (Wright R-1820-33 Cyclone).
- Лётные данные: максимальная скорость на оптимальной высоте 343 км/ч (213 миль/час); практический потолок 7375 м (24200 футов); максимальная дальность полёта 1996 км (1240 миль).
- Вес: пустого — 4391 кг (9681 фунт); максимальный взлётный 7439 кг (16400 фунтов).
- Размеры: размах крыла 21,49 м (70 футов 6 дюймов); длина самолёта 13,64 м (44 фута 9 дюймов); высота 4,70 м (15 футов 5 дюймов); площадь крыла 62,99 м² (678,0 кв. фута)
- Вооружение: три пулемёта калибра 7,62 мм (0,3 дюйма) в носовой и хвостовой турелях и снизу фюзеляжа плюс бомбовая нагрузка до 1025 кг (2260 фунтов).

## В СССР
Насытив средними бомбардировщиками авиацию США, «Гленн Мартин» переключилась на экспортные заказы. Экспорт «модели 139» был разрешён госдепартаментом в 1936 году. Одним из первых образец американского скоростного бомбардировщика купил Советский Союз. 
Осенью 1936 г. в Ленинград доставили разобранный самолёт «Мартин 139WR». На нём стояли моторы R-1820-F53 с двухшажными винтами «Гамильтон». Эта машина испытывалась в конце 1936 г. — начале 1937 г. Пилотировал её А.П. Чернавский. Испытания включали в себя воздушные стрельбы и бомбометание (макетами бомб) на полигоне под Ногинском. 
Лётные данные американской машины большого интереса не вызывали. Самолёт, сконструированный в 1931 году, к 1937-му уже устарел. Отметили лишь хороший обзор, устойчивость и приятность пилотирования. «Мартин 139WR» по своим летным данным уступал и СБ с моторами М-100А, и ДБ-3 с М-85.
Вооружение машины в целом оценили невысоко. Прицелы недостаточно жёсткие, так же, как и крепления пулемётов — отсюда большой разброс пуль. Нет гильзо- и звеньеотводов: из носовой установки гильзы летят в левый винт, в задней установке рассыпанные гильзы и звенья попадают в желобок и заклинивают каретку турели. В носовой башне сильно задувало в щель для пулемёта. И ещё одна любопытная деталь: «Нет крепления установки пулемёта в походном положении, при рулении и посадке необходимо пулемёт придерживать рукой во избежание удара затыльной частью пулемёта по голове стрелка». Бомбовый прицел «Эстопей» D4-A, поставленный вместо секретного «Нордена», на испытаниях вообще не работал — замёрз.
Комплектация машины существенно отличалась от армейских В-10 и B-12; об этом можно судить по фотографиям кабин, на которых явно видны пустые подставки и гнёзда для отсутствующих элементов оборудования и приборов. Таким образом, стрелковые установки «не являются образцами достижений американской техники в области вооружения, даже для периода 32-34 гг., к которому относится постройка самолёта».
Зато технологи нашли немало положительных моментов — высокую степень стандартизации, применение самых современных материалов и методов их обработки, продуманность конструкции с точки зрения массового производства. «В глаза особенно бросается исключительная простота конструктивных форм, очень редко можно встретить относительно сложную деталь. Штамповка, различного вида сварка, очень тонкое и чистое литьё, стандарт — вот основа американских конструкций… Прекрасное качество материалов и умелое применение их дают возможность создавать очень лёгкие и в то же время надёжные конструкции». После того как в середине 1937 г. «Мартин 139WR» был повреждён на посадке, его передали для изучения на завод № 156 (бывший ЗОК ЦАГИ). Там с ним работали, по крайней мере, до середины 1939 г. В пригодное для полётов состояние машина больше не приводилась.

## Модификации[1]
| XB-907                       | первая опытная модель Martin Model 123.                                                                           |
| XB-10                        | предсерийная модель.                                                                                              |
| YB-10А                       | обозначение единственного опытного образца, оснащенного двигателями с турбонагнетателем.                          |
| RB-10MA                      | обозначение одного самолёта из числа проданных за рубеж.                                                          |
| В-10В                        | основной серийный вариант; аналогичен YB-10, но с более мощными двигателями R-1820-33; построено 103 экземпляра.  |
| В-10М                        | новое обозначение нескольких самолётов В-10В, буксировщиков мишеней.                                              |
| YB-12                        | вариант аналогичный YB-10, с двигателями Pratt & Whitney R-1690-11; построено 7 самолётов.                        |
| В-12А                        | серийная машина, в бомбовом отсеке можно было установить дополнительный бак с топливом для полетов; 25 самолётов. |
| В-12АМ                       | В-12А, переоборудованные для буксировки мишеней.                                                                  |
| YB-13                        | проект с моторами Pratt & Whitney R-1860-17 Hornet B , не был осуществлен.                                        |
| XB-14                        | опытный экземпляр, снабженный двумя двигателями фирмы Pratt & Whitney R-1930-9 Twin Wasp мощностью по 950 л. с.   |
| YO-45                        | один из YB-10, на котором для оценочных испытаний были установлены двигатели R-1820-17 мощностью по 675 л. с.     |
| Model 139W                   | обозначение основной модели, предназначенной на экспорт.                                                          |
| Model 139WA(WAA, WAN)        | обозначение моделей для Аргентины (Армия, Флот).                                                                  |
| Model 139WС                  | обозначение моделей для Китая.                                                                                    |
| Model 139WH-1/2              | первые экспортные модели для голландской Ост-Индии с двумя отдельными фонарями.                                   |
| Model 139WH-3/3A (Model 166) | модели для голландской Ост-Индии с одним вытянутым фонарем типа «теплица»                                         |
| Model 139WR                  | вариант для СССР, с двигателями R-1820-F53.                                                                       |
| Model 139WSM                 | модель с для ВВС Сиама (Таиланд).                                                                                 |
| Model 139WSP                 | лицензионная модель, производимая фирмой CASA.                                                                    |
| Model 139WT                  | вариант для ВВС Турции.                                                                                           |